# Virgin (After School)
Virgin è il primo album in studio del girl group sudcoreano After School, pubblicato nel 2011.

## Tracce
1. Let's Step Up – 1:45
2. Shampoo – 4:35
3. Virgin – 3:32
4. Bang! (2011 New Recordings) – 3:18
5. Play Ur Love – 3:48
6. Dream (feat. Yoonjo (Hello Venus)) – 3:42
7. Because of You (너 때문에; Neo Ttaemune) (2011 New Recordings) – 3:56
8. Leaning Against Time (시간에 기대어; Sigane Gidaeeo) (Raina solo) – 3:32
9. Are You Doing Okay? (잘 지내고 있죠; Jal Jinaego Issjyo) – 3:41
10. Funky Man (Nana vs Lizzy) (feat. Kyung Min [Pre-School Girl]) – 3:22
11. My Bell (Jung-A solo) – 4:00
12. When I Fall (2011 New Recordings) – 3:21
13. Shampoo (Radio Edit) – 3:57